# 비슈바미트라
비슈바미트라(산스크리트어: विश्वामित्र)는 고대 인도에서 가장 존경받는 리시 또는 현자 중 한 명이다. 비슈바미트라는 일곱 명의 브라마리시 중 한 명이다. 힌두교 전통에 따르면, 그는 리그베다의 만다라 3 대부분을, 가야트리 만트라 (3.62.10)를 포함하여 저술했다고 전해진다. 푸라나에 따르면 고대 이래로 24명의 리시만이 가야트리 만트라의 전체 의미를 이해하고 그 모든 힘을 발휘했다고 언급된다. 비슈바미트라는 첫 번째였고, 야즈나발키야는 마지막이었다고 한다.
왕국과 왕족 신분을 포기하기 전, 브라마리시 비슈바미트라는 왕이었으며, 따라서 그는 라자르시, 즉 '왕족 현자'라는 칭호를 유지했다.

## 텍스트적 배경
역사적으로, 비슈바미트라 가티나는 리그베다의 만다라 3의 주요 저자였던 리그베다의 리시였다. 비슈바미트라는 자마다그니로부터 가르침을 받았다. 그는 바라타족의 왕인 수다스의 푸로히타였으나, 바시슈타에 의해 교체되었다. 그는 비파샤 강과 수투드리 강 (현대의 베아스강과 수틀레지강)을 건너는 데 바라타족을 도왔다. 후대의 힌두교 문헌에서 비슈바미트라와 바시슈타는 오랫동안 불화를 겪었으며, 학자들은 그들이 역사적으로 바라타 푸로히타의 직위를 놓고 불화를 겪었다고 주장한다. 그러나 이러한 견해는 내부 증거 부족과 리그베다에 후대의 견해를 투영한 것이라는 비판을 받는다. 리그베다 이후의 문헌에서 비슈바미트라는 신화적인 현자가 된다.
비슈바미트라의 삶과 관련된 대부분의 이야기는 발미키의 라마야나에 서술되어 있다. 비슈바미트라는 고대 인도의 왕으로, 카우시카(쿠샤의 후손)라고도 불렸으며 아마바수 왕조에 속했다. 비슈바미트라는 원래 칸야쿠브자(현대 카나우지)의 왕이었다. 그는 용감한 전사였으며 위대한 왕 쿠시크의 증손자였다. 발미키 라마야나, 발라 칸다 51절은 비슈바미트라의 이야기로 시작한다:
쿠샤(라마의 아들 쿠샤와 혼동하지 말 것)라는 왕이 있었는데, 그는 브라흐마의 정신적 아들이었고 쿠샤의 아들은 강력하고 진정으로 의로운 쿠샤나바였다. 가디라는 이름으로 매우 유명한 이가 쿠샤나바의 아들이었고, 가디의 아들이 바로 이 위대한 광채의 성자, 비슈바미트라이다. 비슈바미트라는 지구를 다스렸고, 이 위대한 광채의 왕은 수천 년 동안 왕국을 다스렸다.

그의 이야기는 다양한 푸라나에도 등장하지만, 라마야나와는 차이가 있다. 비슈누 푸라나와 마하바라타의 하리밤사 27장(아마바수 왕조)은 비슈바미트라의 탄생을 서술한다. 비슈누 푸라나에 따르면, 쿠샤나바는 푸루쿠차 왕조(나중에 샤타마르샤나 혈통 – 이크슈바쿠 왕 트라사다스유의 후손으로 불림)의 여인과 결혼하여 가디라는 아들을 낳았고, 그에게는 사트야바티(마하바라타의 사트야바티와 혼동하지 말 것)라는 딸이 있었다.

## 생애와 전설

### 탄생
쿠샤와 그의 혈통
브라흐마 신의 아들 쿠샤는 쿠샤나바를 포함하여 수많은 자녀를 두었다. 쿠샤나바는 100명의 딸을 두었으며, 이들은 모두 브라마다타와 결혼했다. 그럼에도 불구하고 그는 아들의 부재를 한탄했다. 이를 해결하기 위해 그는 남자 상속자를 구하는 베다 의식인 푸트라 카메슈티 야가를 수행했다. 이에 그의 아버지인 쿠샤 왕은 그에게 혈통에 영광을 가져다줄 아들을 가질 것이라고 확신시켜 주는 축복을 내렸다. 이 아들이 바로 가디였으며, 그는 훗날 비슈바미트라 현자의 아버지가 되었다.
비슈바미트라는 쿠샤의 혈통에 속했기 때문에 카우시카라고도 불렸다. 그는 태어날 때부터 수크샤트리야였는데, 이는 고귀한 황제 혈통을 의미한다.
사트야바티의 탄생과 결혼
가디에게는 오직 한 명의 딸인 사트야바티가 있었는데, 그녀는 뛰어난 덕성을 지녔고 수구나라 라시라고 불리며 최고의 자질을 지닌 여인으로 알려져 있었다. 그녀의 명성 때문에 많은 왕들이 그녀에게 구혼했다. 그들 중에는 브라만 카스트에 속하는 브리구 현자의 아들 리치쿠두 또는 리치카 또는 루치카가 있었다. 그러나 가디는 크샤트리야였기 때문에, 브라만이 크샤트리야 여성과 결혼할 수 있지만 신부 가족에게 칸야술캄이라고 알려진 의식적인 선물을 요구하는 베다 전통을 따랐다.
가디는 구혼자가 1,000마리의 흰 말을 바쳐야 한다고 규정했는데, 각 말은 달빛처럼 빛나고 독특한 검은 연꽃을 닮은 한쪽 검은 귀를 가지고 있어야 했다. 루치카는 그의 금욕적인 힘에 의지하여 마하바라타에 묘사된 천상 세계인 바루나 로카에서 물의 신인 바루나에게 다가갔다. 바루나는 지역 통치자는 아니었지만, 혈통과 후손을 부여할 능력이 있었다. 그는 루치카를 돕기로 동의했고, 칸야 쿠자의 강가 강둑에서 의식을 수행하도록 지시했는데, 그곳에서 말들이 물에서 나올 것이었다. 아슈와 티르탐으로 알려진 이 장소는 이 사건의 증거로 남아 있다. 루치카는 가디의 요구를 이행하고 사트야바티와 결혼했다.
신성한 활과 루치카의 유산
이 시기에 두 개의 전설적인 활이 만들어졌는데, 하나는 시바 신에게 주어졌고 나중에 자나카 왕에게 주어졌으며, 다른 하나는 비슈누 신에 의해 루치카에게 수여되었다. 비슈누 활은 그 누구도 굽힐 수 없는 냐삼으로 알려져 있었다.
결혼 후, 루치카는 그리하스타 아쉬라마(가정 생활 단계)에 들어갔다. 브리구 현자는 나중에 그의 아들 집에 방문했고, 사트야바티는 그녀의 시아버지를 아버지와 같은 존경심으로 대하는 베다 전통에 따라 최고의 경의를 표하며 그를 맞이했다. 감동한 브리구 현자는 그녀에게 축복을 내렸다. 그녀는 자신을 위한 아들과 그녀의 아버지 가디를 위한 아들을 요청하여 두 가족 혈통의 지속을 보장했다.
비슈바미트라의 탄생과 브리구 현자의 역할
브리구 현자는 베다 만트라가 주입된 두 개의 신성한 쌀 단지(하비샨남)를 준비했다. 하나는 사티야바티를 위해, 다른 하나는 그녀의 어머니를 위해 지정되었다. 사티야바티의 아들은 고행과 영적 추구에 전념하는 브라만이 되고, 가디의 아들은 크샤트리야 통치자가 될 의도였다. 그러나 실수로 단지가 바뀌면서, 태아들의 운명이 바뀌었다. 결과적으로 비슈바미트라는 사티야바티가 아닌 가디의 아내에게서 태어났다.
오류를 깨달은 사티야바티는 이를 바로잡으려 했다. 브리구 현자는 그녀에게 아들이 대신 손자로 태어날 것이라는 축복을 내렸다. 그 결과 자마다그니 현자가 사티야바티의 아들로 태어났다. 그리고 자마다그니의 아들은 비슈누의 화신인 파라슈라마 신이었다.
참고 문헌
묘사된 사건들은 마하바라타(아란야 파르바, 샨티 파르바), 바가바타 푸라나, 그리고 브라흐만다 푸라나와 같은 문헌에서 유래한다.

### 바시슈타와의 갈등

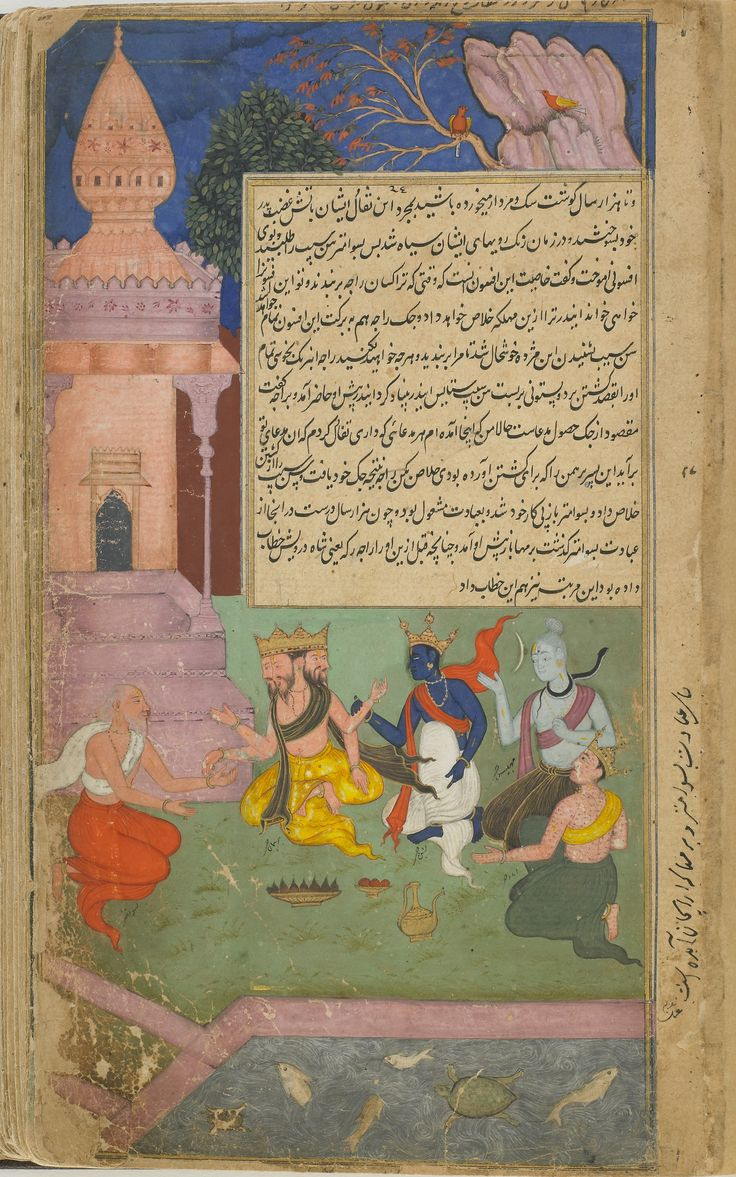
비슈바미트라가 그의 고행으로 신들을 놀라게 하자 브라흐마와 다른 신들이 그를 마하르시라고 부른다.

황제 비슈바미트라는 부 만다라(태양빛의 한계까지 뻗어 있는 행성계인 부 만달라는 현대 과학에 따르면 태양빛이 93,000,000마일 거리에서 지구에 도달한다. 이 현대 정보에 따라 계산하면 93,000,000마일은 부 만달라의 반지름으로 간주될 수 있다. 가야트리 만트라에서 우리는 옴 부르 부바하 스바하를 외운다. 부르라는 단어는 부 만달라를 의미한다. 탓 사비투르 바레냠: 태양빛은 부 만달라 전체에 퍼진다. 따라서 태양은 숭배의 대상이다.)를 다스리며 수세기 동안 다르마를 준수하여 백성들 사이에 평화와 번영을 보장했다. 그의 통치는 의로움으로 특징지어졌고, 그의 통치하에 땅은 번성했다.
어느 날, 악샤우히니 군대(코끼리 21,870마리 + 전차 21,870대 + 말 65,610마리 + 보병 109,350명 = 총 218,700명의 전사)를 이끌고 원정에서 돌아오던 비슈바미트라는 우연히 바시슈타 마하리시 현자의 은둔처에 들르게 되었다. 위대한 현자에 대한 경의로 그는 여정을 멈추고 아쉬람을 방문하기로 결정했다.
도착하자마자 바시슈타 현자는 전통적인 아티디 사트카라(손님을 존중하는 의식)로 비슈바미트라를 환영했다. 그는 파댜무(발을 씻을 물), 아르그야무(손을 씻을 물), 그리고 아사남(쉴 좌석)을 제공했다. 두 남자는 정중한 인사를 나누고 백성들의 안녕과 다르마의 균형에 대해 논의했다.
오후가 되자 비슈바미트라는 아쉬람 밖에 군사들이 남아 있고 그를 따라 들어오지 않았음을 밝히며 떠나겠다는 의사를 표했다. 그러나 바시슈타는 "오 비슈바미트라여, 여기까지 오셨는데 제 아티드얌(음식과 환대)을 받아 주십시오."라고 고집했다.
비슈바미트라는 겸손하게 거절하며 말했다. "현자께서는 이미 제게 최고의 존경을 표하셨습니다. 물과 과일, 그리고 친절한 말씀을 주셨습니다. 현자의 사랑과 존경만으로도 제게는 충분합니다. 더 이상 바라는 것은 없습니다."
그러나 바시슈타는 계속해서 주장했다. "당신은 황제이며 저의 손님입니다. 식사 시간에 저의 아쉬람을 방문하셨습니다. 아티디(손님)는 슈리만 나라야나, 즉 지고한 신과 동등하게 여겨집니다. 손님이 아티디 사트카르얌(완벽한 환대)을 받지 않고 제 집을 떠나지 않도록 하는 것이 저의 의무입니다. 그러므로 저는 당신뿐만 아니라 당신의 모든 파리바람—병사들, 시종들, 그리고 당신의 말과 코끼리를 포함한 모든 동물들—에게 음식을 제공할 것입니다. 제 제안을 받아들이고 배를 채운 후에 떠나십시오."
현자의 고집에 감동한 비슈바미트라는 답했다. "오 존경하는 현자여, 당신은 위대한 지혜를 지닌 브라마리시입니다. 당신이 그런 수고를 하실 필요는 없습니다. 당신의 축복만으로도 우리에게는 충분합니다. 떠나도록 허락해 주십시오."
그러나 바시슈타는 환대에 굳건했고, 비슈바미트라는 호기심에 이끌려 마침내 양보했다. 그는 현자가 어떻게 수천 명의 사람과 동물에게 잔치를 준비할지 지켜보기로 결심했다.
그 순간, 바시슈타는 그의 신성한 암소인 사바라, 즉 카마데누(천상의 소원 성취 암소)를 소환했다. 현자의 단순한 명령으로 사바라는 화려한 잔치를 펼쳤고, 각 개인의 욕구와 취향에 맞는 음식을 준비했다. 모든 병사, 하인, 동물들이 배를 채웠고, 그들의 굶주림은 완전히 해소되었다.
비슈바미트라는 경악하며 자신이 방금 목격한 것을 믿을 수 없었다. 그는 혼잣말을 했다. "이 카마데누는 정말 기적적인 존재로군! 황제인 나조차도 이런 보물을 소유하고 있지 못하는데, 이 현자는 그것을 가지고 있구나."
호기심과 욕망에 사로잡힌 비슈바미트라는 바시슈타에게 몸을 돌려 말했다. "오 위대한 현자여, 이 신성한 암소를 제게 주십시오. 그런 신성한 선물은 왕의 손에 있어야 합니다. 카마데누의 힘으로 저는 제 왕국 전체를 부양할 수 있습니다."
그러나 바시슈타는 거절하며 답했다. "오 비슈바미트라여, 카마데누는 내어줄 물건이 아닙니다. 그녀는 제 아쉬람의 필수적인 부분이며, 제 삶의 방식을 지탱합니다. 그녀를 통해 저는 스와하 카람(야즈나에서의 제물), 하비얌(신에게 바치는 음식), 카비얌(성스러운 불을 통한 조상 숭배 의식)을 수행합니다. 그녀는 제 프라나 야트라(영적 여정), 부타 발리(모든 존재에게 바치는 제물), 그리고 제 베다 연구를 가능하게 합니다. 그녀는 제 은둔처의 본질입니다—그녀 없이는 저의 존재는 불완전합니다. 그녀는 저의 어머니이며, 그녀와 헤어지는 것은 불가능합니다."
카마데누를 소유하려는 비슈바미트라는 엄청난 제안을 하며 말했다.
"오 바시슈타, 사바라와 교환하여 상상 이상의 부를 드리겠습니다:
- 금과 보석으로 장식된, 얼룩 하나 없는 순백의 말 4마리가 끄는 황금 전차 400대.
- 금과 보석으로 장식된 강력한 코끼리 14,000마리.
- 내 왕국 최고의 품종인 말 11,000마리.
- 영원히 당신의 아쉬람을 유지할 1천만 마리의 소.
- 무한한 양의 금과 보석.

무엇을 원하시든 말씀하십시오. 제가 드리겠습니다. 그 대가로 카마데누를 주십시오."
그러나 바시슈타는 미동도 하지 않았다. "오 황제여, 어떤 부나 권력도 카마데누를 대체할 수 없습니다. 그녀는 단순한 소유물이 아닙니다. 그녀는 저의 다르마의 생명선입니다. 당신이 무엇을 제안하든, 저는 그녀와 헤어지지 않을 것입니다."
이 말을 듣자 비슈바미트라의 얼굴은 어두워졌다. 그의 마음에 라가-드베샤(애착과 혐오)의 씨앗이 뿌려졌다. "왜 내가 이것을 가질 수 없는가? 왜 내 손이 닿지 않는 곳에 있는가?"라는 생각이 뿌리내렸고, 그 생각과 함께 욕망은 분노로 변했다.
이 순간은 비슈바미트라의 여정에서 위대한 변혁의 시작을 알리는 것이었다—현자와 왕 모두의 운명을 결정할 전환점이었다.

#### 다른 버전
바시슈타는 그의 위대한 신비적이고 영적인 힘을 사용하여, 옴 음절을 내쉬는 것만으로 비슈바미트라의 전 군대를 파괴한다. 비슈바미트라는 그 후 몇 년 동안 시바를 기쁘게 하기 위해 타파스야를 수행하여, 시바는 그에게 천상의 무기 지식을 부여한다. 그는 자랑스럽게 다시 바시슈타의 아쉬람으로 가서 온갖 강력한 무기를 사용하여 바시슈타와 그의 은둔처를 파괴한다. 그는 바시슈타의 천 명의 아들들을 죽이는 데 성공했지만, 바시슈타 자신은 죽이지 못했다.
분노한 바시슈타는 브라흐마의 힘이 깃든 나무 지팡이인 브라흐마다다를 꺼낸다. 그것은 비슈바미트라의 가장 강력한 무기인 브라흐마스트라를 소멸시킨다. 바시슈타는 그 후 비슈바미트라를 공격하려 하지만, 그의 분노는 데바들에 의해 진정된다. 비슈바미트라는 굴욕을 당하고 바시슈타는 그의 은둔처를 복원한다.

### 메나카에 의한 유혹

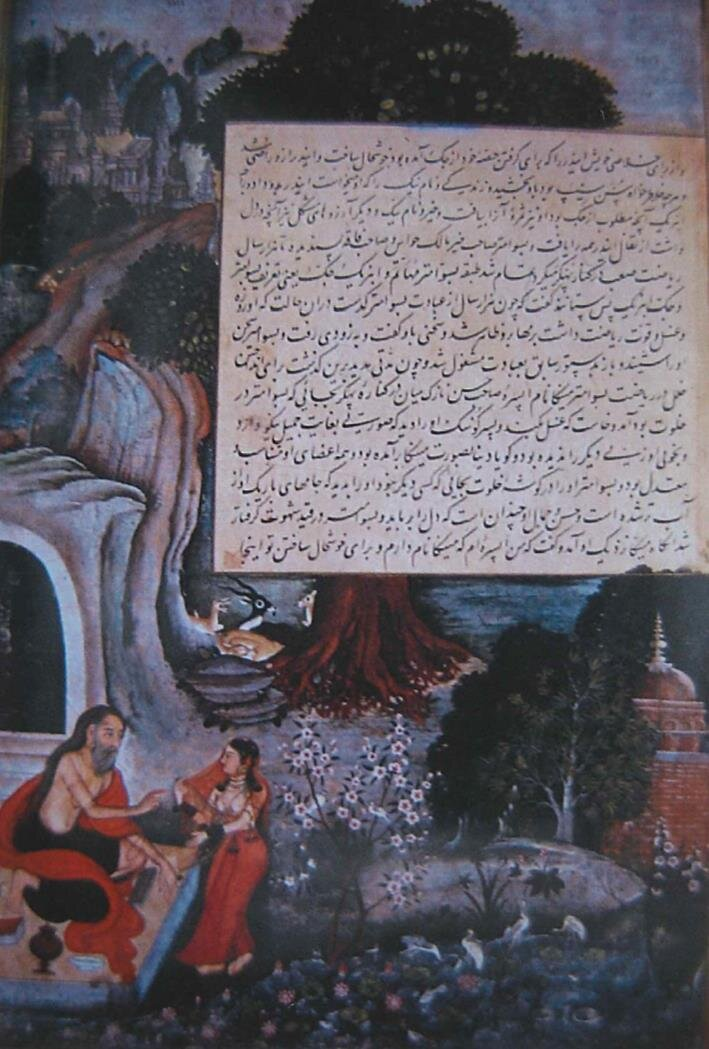
아름다운 압사라 메나카가 비슈바미트라의 고행을 유혹하기 위해 찾아온다. 화가, 미스킨.

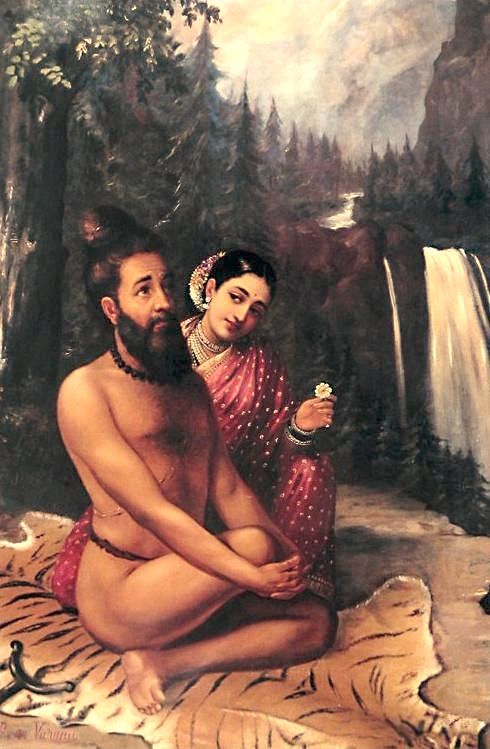
메나카에게 유혹당하는 비슈바미트라.

메나카는 데바스와 아수라들에 의한 대양 휘젓기 중에 태어났으며, 뛰어난 지능과 타고난 재능을 가진 세계에서 가장 아름다운 압사라였다. 그러나 메나카는 가정을 원했다. 비슈바미트라의 고행과 그로 인해 얻은 힘 때문에 그는 신들을 두렵게 했고, 심지어 다른 천국을 만들려고까지 했다. 그의 힘을 두려워한 인드라는 비슈바미트라를 유혹하여 그의 명상을 방해하기 위해 메나카를 천국에서 지구로 보냈다. 메나카는 비슈바미트라의 욕망과 열정을 성공적으로 자극했다. 그녀는 비슈바미트라의 명상을 깨뜨리는 데 성공했다. 그러나 그녀는 진정으로 그를 사랑하게 되었고, 그들 사이에서 딸이 태어났는데, 이 딸은 나중에 칸바 현자의 아슈람에서 자라 샤쿤탈라라고 불리게 되었다. 훗날 샤쿤탈라는 두샨타 왕과 사랑에 빠져 바라타라는 아이를 낳는다.
칸바는 마하바라타에서 이 이야기를 다음과 같이 묘사한다:
그리고 소심하고 아름다운 메나카는 그 후 은둔처로 들어갔고, 그곳에서 자신의 모든 죄를 고행으로 태워버리고 여전히 고행에 몰두하고 있는 비슈바미트라를 보았다. 그리고 현자에게 경배한 후, 그녀는 그의 앞에서 뛰놀기 시작했다. 바로 그때 마루트는 그녀의 달처럼 흰 의복을 빼앗아갔다.
그러자 그녀는 마치 매우 부끄러운 듯, 그리고 마루트에게 몹시 화가 난 듯 자신의 옷을 잡으려고 달려갔다. 그리고 그녀는 이 모든 것을 불꽃 같은 에너지를 지닌 비슈바미트라의 눈앞에서 행했다. 그리고 비슈바미트라는 그 자세로 그녀를 보았다.
그녀가 옷을 벗은 것을 본 그는 그녀가 흠 없는 모습을 하고 있음을 보았다. 그리고 그 무니 중 최고인 그는 그녀가 나이의 흔적도 없이 지극히 아름답다는 것을 보았다.
그녀의 아름다움과 능력을 본 리시 중 그 황소는 욕망에 사로잡혔고, 그녀의 동반을 원한다는 신호를 보냈다. 그래서 그는 그녀를 초대했고, 흠 없는 모습을 한 그녀 또한 초대를 수락했다. 그리고 그들은 그곳에서 서로의 동반자로 오랜 시간을 보냈다.

서로 즐겁게 지내며 마치 하루인 듯이 오랜 시간을 보낸 후, 리시는 메나카에게 샤쿤탈라라는 딸을 낳게 했다. 그리고 메나카는 (임신이 진행되자) 히말라야의 매력적인 산맥을 따라 흐르는 말리니 강둑으로 갔다. 그리고 그곳에서 그녀는 그 딸을 낳았다. 그리고 그녀는 갓 태어난 아기를 그 강둑에 남겨두고 떠났다.— 비야사, 마하바라타, 72절

그러나 나중에 비슈바미트라는 메나카를 영원히 자신과 떨어져 있게 하는 저주를 내렸을 뿐이다. 그 또한 그녀를 사랑했으며, 그녀가 자신에 대한 모든 교활한 의도를 오래전에 잃었음을 알고 있었기 때문이다.
메나카의 유혹에 굴복하여 딸을 낳은 후, 비슈바미트라는 고다바리강 남쪽으로 가서 고행을 재개하며, 칼라냐라로서 시바가 서 있었던 곳 근처에 정착한다.
비슈바미트라는 압사라인 람바에게도 시험을 받았다. 그러나 그녀 또한 비슈바미트라에게 저주를 받았다.

### 브라마리시로의 승격
람바를 저주한 후, 비슈바미트라는 1000년 이상 더 혹독한 타파스야를 수행하기 위해 히말라야산맥에서 가장 높은 산으로 간다. 그는 식사를 끊고 호흡을 최소한으로 줄인다.
그는 인드라에게 다시 시험을 받는데, 인드라는 카우시카가 수년간의 단식을 깨고 쌀을 먹으려 할 때 가난한 브라만으로 나타나 음식을 구걸한다. 카우시카는 즉시 자신의 음식을 인드라에게 주고 명상을 재개한다. 카우시카는 또한 인드라의 어떤 시험과 유혹적인 간섭에도 흔들리지 않고 마침내 자신의 열정을 제어한다.
수천 년에 걸친 여정의 마지막 단계에서, 카우시카의 요가 힘은 절정에 달한다. 이 시점에서 인드라가 이끄는 데바의 수장인 브라흐마는 카우시카를 브라마리시로 명명하고, 그의 무한한 연민으로 인해 그를 비슈바미트라 또는 만물의 친구라고 부른다. 그는 그 후 바시슈타를 만나러 간다. 만약 한 현자가 동등하거나 우월한 사람의 인사를 받으면, 그 현자도 그 사람에게 인사를 하는 것이 관례였다. 만약 현자가 열등한 사람의 인사를 받으면, 그 현자는 단순히 그들에게 축복을 내렸다. 처음에 비슈바미트라가 새로운 브라마리시라는 자부심을 가지고 바시슈타에게 인사했을 때, 바시슈타는 단순히 그를 축복했다. 갑자기 모든 자부심과 욕망이 비슈바미트라의 마음에서 사라지고 그는 깨끗하고 순수한 브라마리시가 되었다. 비슈바미트라가 떠나려고 돌아서자, 바시슈타는 마음의 변화를 깨닫고 비슈바미트라에게 인사하기 시작했다. 비슈바미트라는 바시슈타에게 안기며 그들의 적의는 즉시 끝이 났다.

### 트리샹쿠
비슈바미트라가 유명한 또 다른 이야기는 그가 만든 그만의 스바르가 또는 천국, 즉 트리샹쿠 스바르가이다.
오만한 왕 트리샹쿠가 그의 구루인 바시슈타에게 자기 몸으로 천국에 보내달라고 요청했을 때, 구루는 몸은 천국으로 올라갈 수 없다고 대답했다. 그러자 트리샹쿠 왕은 바시슈타의 백 명 아들에게 자신을 천국에 보내달라고 요청했다. 아들들은 아버지가 거절했는데 트리샹쿠가 자신들에게 와서는 안 된다고 믿고 분노하여 트리샹쿠를 찬달라로 저주했다. 트리샹쿠는 몸에 재가 묻고 검은 옷을 입고 철제 장신구를 착용한 사람으로 변했다. 백성들에게 알아볼 수 없게 된 그는 왕국에서 쫓겨났다.
유배 중에 트리샹쿠는 현자 비슈바미트라를 만났고, 비슈바미트라는 그를 돕기로 동의했다. 비슈바미트라는 데바들을 달래는 위대한 희생과 의식을 조직하여, 그들이 트리샹쿠를 천국으로 받아들이도록 간청했다. 그러나 단 한 명의 데바도 응답하지 않았다. 화가 난 비슈바미트라는 그의 요가력을 사용하여 트리샹쿠에게 천국으로 올라가라고 명령했다. 기적적으로 트리샹쿠는 하늘로 올라갔고, 천국에 도달하자마자 인드라에게 다시 밀려났다.
이에 더욱 격분한 비슈바미트라는 트리샹쿠를 위해 또 다른 우주(다른 브라흐마를 포함)를 만들기 시작했다. 그가 우주를 완성했을 때 브리하스파티가 그에게 멈추라고 명령했다. 그러나 트리샹쿠는 자신을 위해 만들어진 트리샹쿠 스바르가를 완전히 통과하지 못했다. 그는 하늘에 고정된 채 거꾸로 매달려 있었고, 현재 남십자자리로 알려진 별자리로 변했다.
새로운 우주를 형성하는 과정에서 비슈바미트라는 그의 고행으로 얻은 모든 타파스를 소진했다. 그러므로 트리샹쿠 사건 이후, 비슈바미트라는 브라마리시의 지위를 얻고 바시슈타와 동등해지기 위해 다시 기도를 시작해야 했다.

### 하리시찬드라의 희생
고행을 하던 카우시카는 부모에게 팔려 하리시찬드라의 야즈나에서 바루나를 기쁘게 하기 위해 희생될 예정이었던 슈나셰파라는 소년을 돕는다. 원래 바루나에게 약속되었던 대로 왕의 아들 로히트는 희생되기를 원하지 않았고, 그래서 어린 슈나셰파가 대신 잡힌다. 절망하고 겁에 질린 슈나셰파는 깊은 명상에 잠겨 있던 카우시카의 발 아래 엎드려 도움을 간청한다.
카우시카는 슈나셰파에게 비밀 만트라를 가르친다. 소년은 의식에서 이 만트라를 노래하고, 미트라와 바루나의 축복을 받아 암바리샤의 의식이 완료된다.
이야기의 다른 버전에 따르면, 슈나셰파는 비슈바미트라의 잃어버린 아들이다. 비슈바미트라가 바라트의 왕자(카우시크)였고, 그의 이름이 비슈바라트였을 때, 그는 적국의 왕 샴바르에게 납치되었다. 그곳에서 샴바르의 딸 우그라는 비슈바라트와 사랑에 빠진다. 우그라는 비슈바라트를 설득하여 결혼한다. 비슈바라트의 좋은 인품을 본 샴바르도 결혼에 동의한다. 결혼 직후 바라트족은 샴바르와의 전투에서 승리한다. 그들은 비슈바라트 왕자가 살아있다는 것을 알고 기뻐하지만, 그녀가 아수라이기 때문에 우그라를 미래의 여왕으로 받아들일 수 없었다. 우그라를 수라로 바꾸기 위해 비슈바라트는 가야트리 만트라를 창조하지만, 사람들은 여전히 그녀를 받아들이기를 거부한다. 곧 그녀는 아들을 낳지만, 화난 사람들로부터 아들을 구하기 위해 가장 위대한 여성 현자 로파무드라는 그 아이를 숨겨진 곳으로 보낸다. 로파무드라와 비슈바라트의 슬픔 속에 사람들은 우그라를 죽인다. 그러나 아들은 비슈바라트가 모르는 사이에 구출된다. 이 아이는 성장하여 암바리샤(또는 하리시찬드라 왕)의 의식에서 자신을 희생하러 온다.

### 라마의 스승

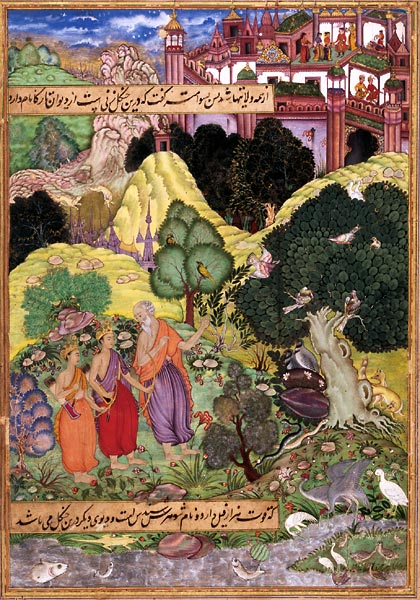
비슈바미트라가 라마와 락슈마나를 그의 은둔처로 데려온다.

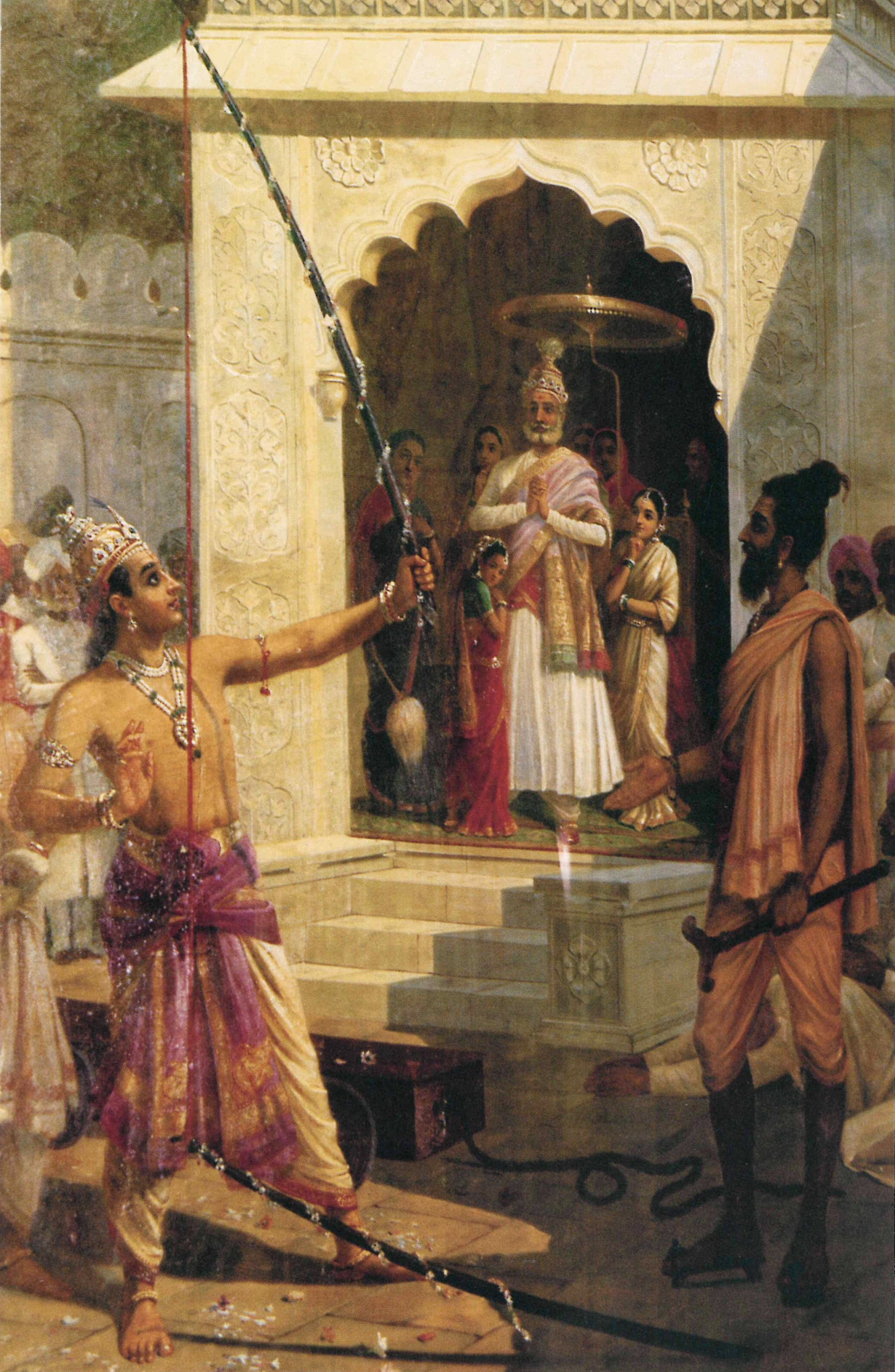
활을 부수고 결혼하여 시타를 얻는 라마를 비슈바미트라가 바라본다. 라자 라비 바르마 작.

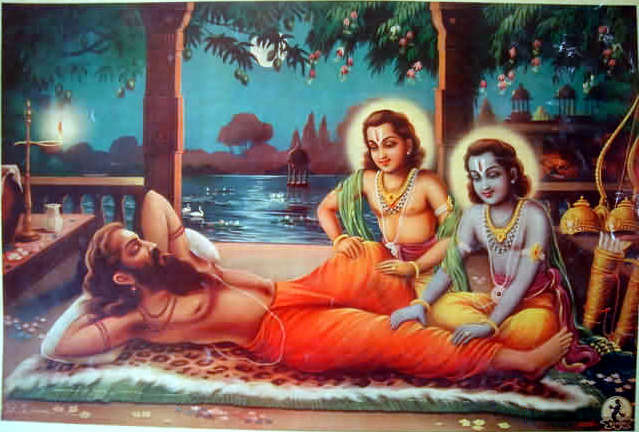
라마와 락슈마나가 비슈바미트라의 발과 다리를 누르며 구루-세바를 수행한다(1900년대 중반 바자르 미술)

힌두 서사시인 라마야나에서 비슈바미트라는 라마와 그의 형제 락슈마나의 스승이다. 라마는 아요디아의 왕자이며, 비슈누 신의 일곱 번째 아바타라이다.
비슈바미트라는 그들에게 데바스트라스 또는 천상의 무기 [발라와 아티 발라]의 지식을 전수하고, 고급 종교를 훈련시키며, 타타카, 마리차, 수바후와 같은 강력한 악마들을 죽이도록 안내한다. 그는 또한 그들을 공주 시타의 스바얌바라 의식으로 이끌고, 시타는 라마의 아내가 된다.

## 작품
비슈바미트라는 가야트리 만트라를 썼다고 전해진다. 이것은 리그베다의 수크타(만다라 3.62.10)에서 따온 구절이다. 가야트리는 이 구절이 작곡된 베다 미터의 이름이다.
가야트리 만트라는 베다 문헌에서 매우 널리 반복되고 인용되며 마누 법전("사비트리(가야트리) 만트라보다 위대한 것은 없다.", 마누 II, 83), 하리밤샤, 그리고 바가바드 기타와 같은 여러 유명한 고전 힌두교 문헌에서 칭송받는다. 이 만트라는 힌두교에서 젊은 남성들을 위한 우파나야나 의식의 중요한 부분이며, 드비자 남성들이 일상 의식의 일부로 오랫동안 암송해왔다. 현대 힌두교 개혁 운동은 이 만트라의 수행을 여성과 모든 카스트로 확장시켰으며, 현재 그 암송은 널리 퍼져 있다.

## 후손
비슈바미트라는 여러 여성에게서 많은 자녀를 두었다. 마두찬다 또한 리그베다의 여러 찬송가를 작곡했다.
마하바라타에 따르면, 성형외과를 창시한 수슈루타는 그의 아들 중 한 명이었다. 마다비에게서 태어난 아슈타카는 그의 왕국의 후계자였다. 샤쿤탈라는 메나카라는 여인에게서 태어났다. 그녀는 바라타의 어머니였으며, 바라타는 강력한 황제가 되었고 쿠루 왕국 왕들의 조상이기도 했다.
비슈바미트라는 브라만족의 여덟 주요 고트라 중 하나이다. 카우시카 또는 비슈바미트라 고트라에 속하는 모든 브라만들은 비슈바미트라 현자의 후손으로 여겨진다. 구별은 각 프라바라에서 찾을 수 있다.
1. 비슈바미트라, 아가마르샤나, 카우시카
2. 비슈바미트라, 데바라타, 오와달라
3. 비슈바미트라, 아슈타카
4. 비슈바미트라, 마두찬다사, 다난자야

카우시카는 브라만 중 비슈바미트라 고트라의 프라바라 고트라 중 하나이다.

## 대중 문화에서

### 문학
비슈바미트라 왕이 브라마리시가 되는 이야기는 비니트 아가르왈 박사의 신화-소설책의 주제가 되었다.

### 그래픽 노블
1975년에 출판된 아마르 치트라 카타 시리즈 599호인 비슈바미트라(Vishwamitra) 또한 그래픽 노블 형태로 비슈바미트라의 이야기를 다룬다.

### 영화 및 텔레비전
- 비슈바미트라는 1985년 타밀어 영화 라자 리시에서 시바지 가네산이 현자 역을 맡아 출연한다.
- 비슈바미트라 역은 두르다르샨의 TV 시리즈 라마얀(1987)과 우타르 라마얀(1988)에서 슈리칸트 소니가 맡았다.
- 비슈바미트라는 1991년 텔루구어 영화 브라마리시 비슈바미트라에서 N. T. 라마 라오가 현자 역을 맡아 출연한다.
- TV 쇼 비슈바미트라 (1995년 TV 시리즈)(1989)는 브라마리시 비슈바미트라의 이야기를 바탕으로 제작되었다. 비슈바미트라 역은 무케시 칸나가 맡았다.
- 비슈바미트라 역은 이매진 TV의 TV 시리즈 라마얀(2008)에서 아쇼크 반티아가 맡았다.
- 비슈바미트라는 스타 플러스에서 방영되는 쇼 시야 케 람에 출연하며, 마니시 와드화가 주연을 맡았다.[42]
- TV 쇼 피야 알벨라(Piya Albela) 또한 메나카와 비슈바미트라의 고전적인 사랑 이야기를 바탕으로 하며, 나렌과 푸자를 중심으로 한 현대적인 사랑 이야기로 묘사된다.
- 비슈바미트라는 샤니 (TV 시리즈)에도 등장한다.

## 같이 보기
- 비슈바구루
- 힌두교
- 인도 신화